# Kingdom Tavern
Albums de Soldat Louis
VIP: Very Intimes Poteaux
Kingdom Tavern est le treizième album de Soldat Louis sorti le 5 décembre 2012.

## Liste des chansons
| No  | Titre                      | Auteur        | Durée |
| --- | -------------------------- | ------------- | ----- |
| 1.  | Fils de Lorient            |               | 4:05  |
| 2.  | Ils sont des nôtres        |               | 4:00  |
| 3.  | Guerriers                  | P.J Perche EV | 2:58  |
| 4.  | Compagnons d'armes         |               | 3:46  |
| 5.  | Dépêche à la ligne         |               | 3:28  |
| 6.  | Les rebelles sont fatigués |               | 4:38  |
| 7.  | KIngdom Tavern Cyber       |               | 4:18  |
| 8.  | Route pêche en basse-cour  |               | 4:09  |
| 9.  | La p'tite perle            |               | 3:35  |
| 10. | Rockabey                   |               | 3:22  |